# Caballo Tennessee Walking

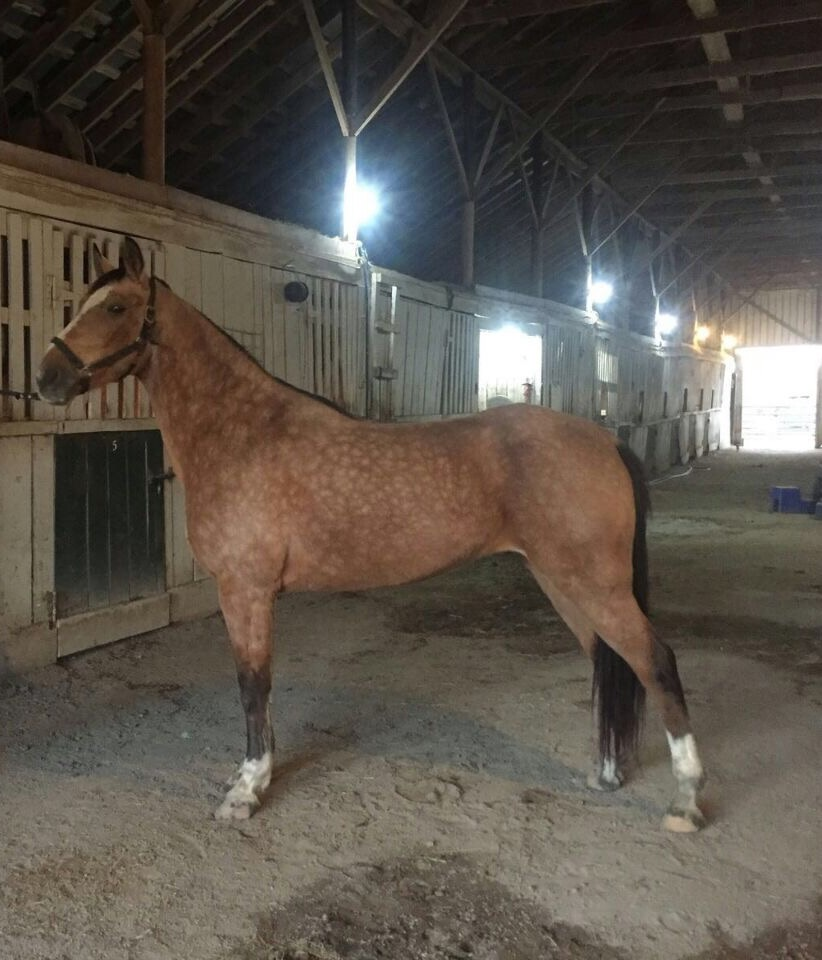
Caballo Tennessee Walking.

El caballo Tennessee Walking o también conocido como Caballo de Paso de Tennessee es un tipo de caballo que surgió en el sur de Estados Unidos de América y es reconocido como la raza ideal de caballos para realizar cualquier tipo de trabajo, estando en las pequeñas granjas y los extensos sembradíos, hasta halando los arados, llevar a los niños a la escuela y trasladar a las familias a las iglesias.
El paso por el que el caballo es conocido le da comodidad a la silla y por tanto al jinete. El movimiento es hecho por el codo, transmitiendo el menor movimiento posible para el que lo monta.

## Historia
El origen de esta raza, se encuentra en los caballos ambladores de Narragansett del Estado de Rhode Island, al noreste de los Estados Unidos de América y también en los caballos canadienses. 
Los caballos que se seleccionaron para crear al Tennessee trabajaban en plantaciones, ya que eran aptos para hacer una siguiente generación que fuera capaz de moverse con soltura y en terrenos montañosos. 
Posteriormente se mezclan dos tipos de caballos, ambladores y trotones nacionales. El resultado de esta cruza es denominada bajo el nombre de Tennessee Pacer. Éste caballo tenía buena andadura, sin embargo era exageradamente compacto. 
Los criadores buscaban caballos con aspectos más distinguidos, pero que a la vez tuvieran resistencia. 
Posteriormente la sangre del Tennessee Pacer es mezclada con sangre de Pura Sangre Inglés, Standerbred, Morgan, y con sangre de caballos de Silla Americanos. 
En el año 1885 surge el primer modelo que representaría la raza que cumplía con todos los aspectos del caballo buscado. Fue bautizado con el nombre de Black Allan.

## Características
El Tennessee Walking realiza un paso raro por el que es caracterizado, con una andadura rápida y un galope balanceante. Los movimientos que el caballo hace, le proporcionan al jinete una comodidad absoluta, permitiendo que éste realice largas caminatas en terrenos desiguales, sin que haya cansancio.
Esto se debe a que esta raza de caballos acompañan cada paso con movimientos sincronizados y rítmicos. La simultaneidad de los movimientos provoca que actúen como amortiguador, dándole al jinete la mayor comodidad posible.

## Tipos de caminata
El caballo Tennessee Walking es conocido por su caminar, en donde existen tres tipos de caminata.

### Flat-Footed Walk
Este paso puede ser comparado con el que las otras razas ejectuan, aunque los Tennessee Walking pueden ganarle el paso a los demás caballos. Con este paso el caballo puede alcanzar de 6 a 12 kilómetros por hora.

### Running Walk
Este es el paso que caracteriza a la raza, ya que es un largo y rápido desplazamiento, donde el caballo puede alcanzar de 16 a 20 kilómetros por hora. Algunos caballos relajan ciertos músculos mientras realizan este paso, muchos mueven la cabeza y cuello, las orejas o hasta mueven la boca al ritmo del paso.

### Canter
Los caballos Tennessee Walking son conocidos por la elevación y caída de los cuartos delanteros en el medio galope, aquí realizan un movimiento que es llamado movimiento de silla mecedora, o bien “rocking-chair gait”.

## Anatomía
Esta raza de caballos es muy dura y resistente, debido a que Tennessee, se caracteriza por la riqueza de pastos muy nutritivos. Como consecuencia los caballos desarrollaron su gran fortaleza y resistencia.

### Cuerpo
Los caballos Tennessee Walking cuentan con un dorso fuerte, recto, corto, redondeado y musculado. Tiene un cuello musculoso, mas no pesado, recto y fino. Poseen extremidades finas, pero fibrosas, lo que hace a éstos caballos más resistentes. Cuentan con una gran angulación en las patas posteriores. La cabeza de estos caballos es agraciada, con facciones finas y expresivas. Sus orejas son de tamaño medio-grande y móviles. Tienen la espalda fuerte y siempre se encuentran inclinadas.

### Alzada
La altura de la cruz se encuentra entre los 150 y 160 centímetros. El peso que la raza puede alcanzar oscila entre los 450 y 600 kilogramos. Todo depende del tamaño del caballo.

### Pelaje
Los Tennessee Walking pueden presentar cualquier tipo de color y patrones en el pelaje.

### Carácter
Los caballos Tennessee Walking son pacientes, amables, y trabajan bien con los jinetes.